# Congiura dei Pucci

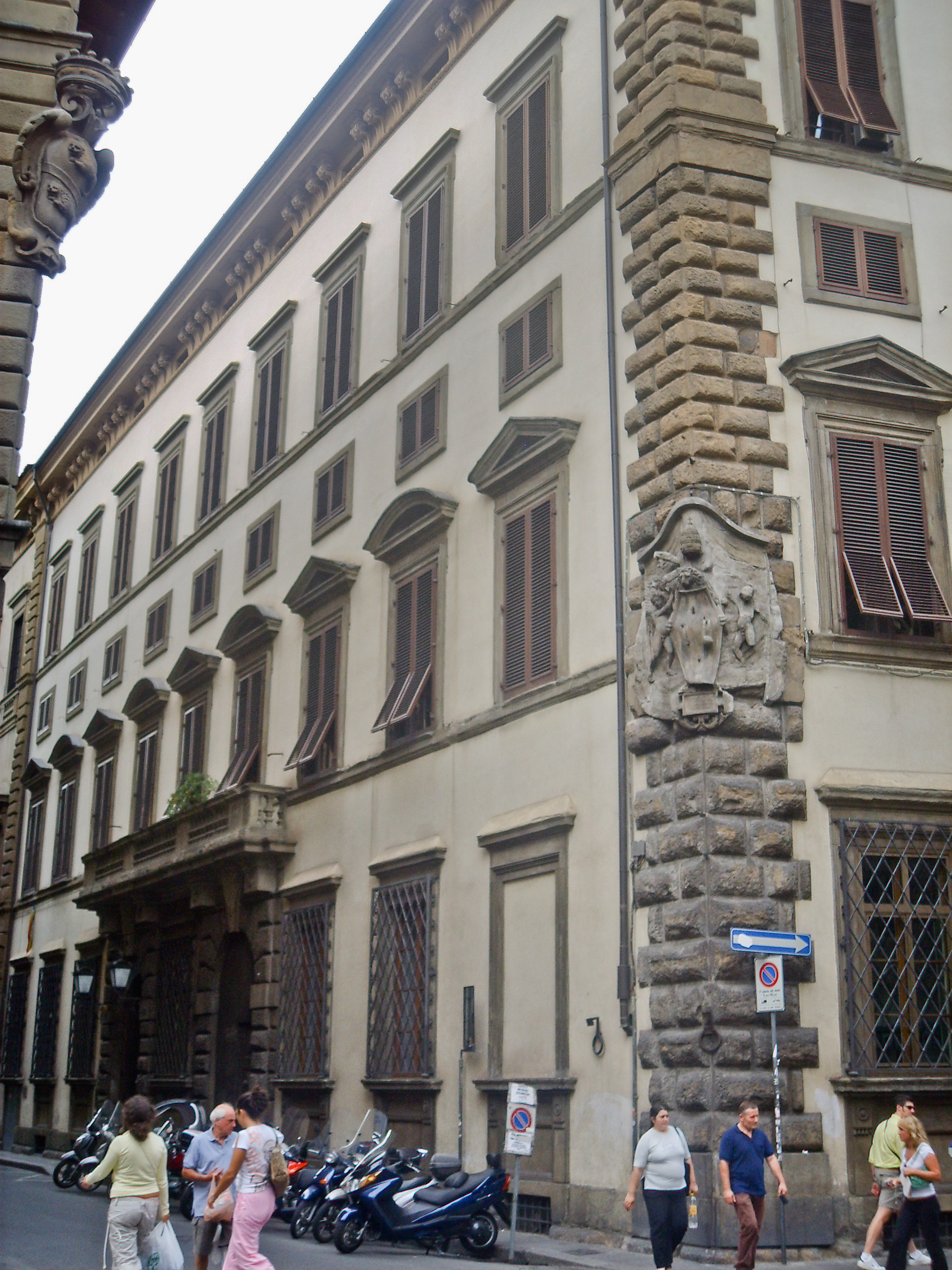
L'angolo di Palazzo Pucci che dà su via de' Servi con la finestra, quella murata, da dove Puccio Pucci, tiratore scelto, avrebbe dovuto sparare a Cosimo

La Congiura dei Pucci fu un complotto per uccidere Cosimo I de' Medici a Firenze, ideata da Pandolfo Pucci e altri nel 1560.
«La prima congiura ordita da Pandolfo figlio del cardinale Roberto Pucci, giovane dissoluto, fu scoperta da Cosimo nel 1559, ed esemplarmente castigati i cospiratori principali col taglio della testa. Nondimeno Orazio figlio del detto Pandolfo, un Frescobaldi, un Ridolfi, un Capponi, un Machiavelli ed altri non pochi nobili fiorentini, congiurarono per uccidere il granduca Cosimo e tutti i suoi figli; ma non essendo loro venuto il destro di farlo in una sola occasione, procrastinarono. Intanto morì Cosimo, e la congiura venuta a cognizione di Francesco, finì con fare appiccare per la gola i congiurati, e con la confiscazione dei loro beni; le quali cose accaddero 1574-75».

## La congiura di Pandolfo Pucci
La famiglia Pucci, da sempre, aveva corso la medesima fortuna di quella dei Medici ricoprendo, in stretta alleanza con loro, numerose cariche pubbliche. Per tanta fedeltà alla causa medicea, i Pucci, erano stati ovviamente ben ricompensati tanto che tra beni temporali ed ecclesiastici incassavano più di 60.000 scudi di entrate annue. E per tali riflessi il duca Cosimo I aveva sempre favorito Pandolfo, ricolmandolo di onori e di grazie, compiacendosi di averlo spesso alla sua presenza, e vivere con lui familiarmente. Infatti «costui nondimanco, per esser festoso e d'assai garbata maniera dotato, era stato sempre dal Duca accarezzato; intantoché nelle più segrete camere (cosa che a pochi altri Fiorentini era permessa) poteva ad ogni sua posta penetrare».
La proverbiale dissolutezza di Pandolfo aveva più volte trasportato il giovane a contravvenire scandalosamente alle leggi, ma invece di esserne punito con severità era stato graziosamente consigliato e avvertito da Cosimo di astenersi da quegli eccessi. «Ma, o sia che il vizio difficilmente soffre contradizione, o che i pubblici lamenti della gioventù di Firenze reluttante alla riforma dei costumi lo movessero a ira, lui piuttosto che cedere alle dolci insinuazioni di Cosimo s'inasprì maggiormente». In realtà Pandolfo nel 1541 era finito in carcere «per causa infame di vituperevole vizio» e ne era uscito solo grazie all'intercessione del padre che però nulla poté nel 1555 quando, dopo la caduta di Siena, Cosimo ordinò che Bertoldo Corsini, zio da parte di madre di Pandolfo, fosse decapitato. Proprio per vendicare l'affronto dell'arresto e lo zio decollato, il Pucci deliberò di ammazzare il duca.
Fra un immenso numero di malcontenti fu facile trovare chi si uniformasse a questo consiglio ovvero Astoldo Cavalcanti, Lorenzo de' Medici, Puccio Pucci e Bernardino Corbinelli ai quali poi se ne aggiunsero altri come Ricciardo del Milanese. E non fu ancora difficile di trovare un principe italiano che gli promettesse aiuto e difesa. Infatti fin dal 1551 il Cardinale Farnese, che era stato allontanato da Roma e perseguitato da Giulio III, aveva trovato rifugio a Firenze e fu lui, per astrusi calcoli di politica familiare secondo i quali Cosimo sarebbe stato un ostacolo da eliminare, a confermare Pandolfo in questo disegno, e ad indirizzarlo al duca Ottavio Farnese che gli promise ogni assistenza e la fornitura delle armi più opportune per l'effettuazione del colpo.
Tre modi, i due, avevano concertato per riuscire nell'impresa; uno era di cogliere l'opportunità che il duca passeggiasse per la Città, e con le armi procurate dal Farnese sparargli contro più colpi di archibugio da una finestra del palazzo di Puccio Pucci, uno dei congiurati; il secondo era che Pandolfo, approfittando della facilità dell'accesso presso Cosimo, lo trafiggesse a pugnalate, e il terzo di farlo saltare in aria con la polvere collocata nella sua residenza mentre Cosimo era a messa.
Il disegno però non fu accompagnato dal coraggio, e Pandolfo prima di effettuarlo volle consultare in Roma i principali tra gli esuli fiorentini. Poi però il pentimento e il timore li ritirarono dall'impresa insensibilmente, e Pandolfo non ebbe cuore di affrontarsi solo con Cosimo, perché sapeva di trovarlo armato e prode della persona. Intanto il Duca da vari amici e principalmente dal Vescovo di Arras era stato avvertito a guardarsi, né mai aveva potuto scoprire chi lo insidiasse.

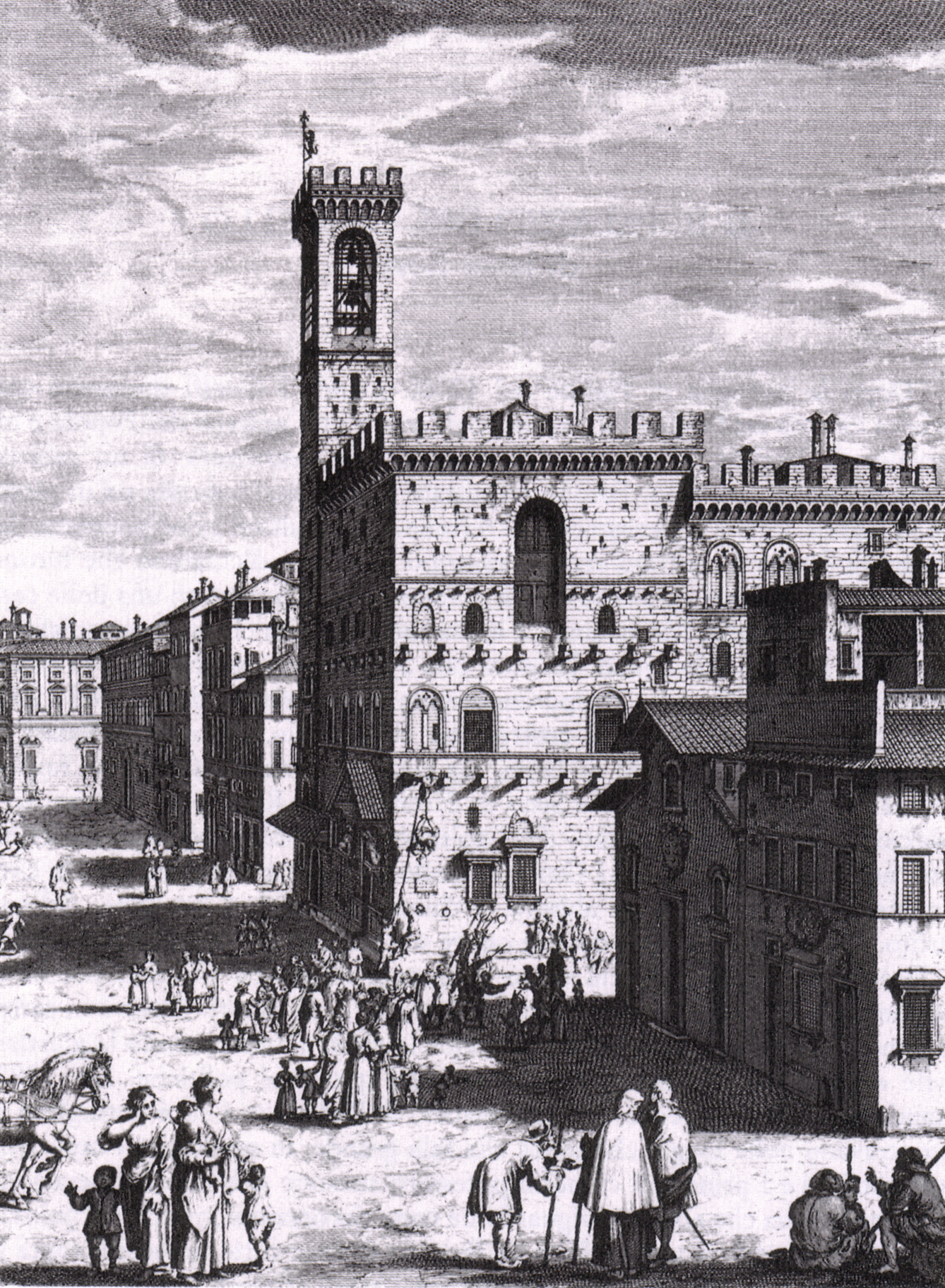
Il Bargello sede della magistratura criminale fiorentina, delle prigioni, delle sale degli interrogatori e della tortura, e delle esecuzioni capitali

Ma dopo quattro anni di indagini ebbe chiari indizi di questa congiura e dette al neomagistrato Lorenzo Corboli di Montevarchi l'autorizzazione a procedere contro i cospiratori. Corboli fece arrestare in Firenze Pandolfo e Astoldo, più altri rivelatisi poi estranei alla vicenda, mentre la magistratura di Pisa si occupava del fermo di Lorenzo de' Medici. Pandolfo «che non men forse timoroso de tormenti, che vedeva apparecchiarsi, chiese d'esser menato in un cocchio al Duca legato: la qual cosa negandoseli, gli s'offerse abilità di potere scrivere [...] Trovossi [...] che i disegni d'ammazzare il Duca erano stati varj , nella difficoltà de quali essendo stato più volte dagl'altri Congiurati esortato Pandolfo a ucciderlo, quando solo con lui in camera si trovasse, dissono, che di ciò fare si era sempre sbigottito, veggendo il Duca non men di lui sempre armato, non si rincorando poterlo dj valore superare; onde da principio si erano risoluti a far comperare una casa a Puccio Pucci di Iacopo lor consanguineo, perché essendo posta nella via de servi onde il Duca talvolta passava, pensavano quindi, o con archibuso, o con altr'armi, assaltarlo: e col rompere un muro potendosi poi nella casa di Pandolfo trapassare, pensavano per la via del cocomero ove ella riesce, facilmente salvarsi: non si diffidando Lorenzo con aiuto di cavalli e di fanti potere in quel tumulto occupare la fortezza. Ma in ultimo, come strada più stretta, e che assai più spesso era dal Duca frequentata, senza che Pandolfo mai molto vi si riscaldasse, avevano disegnato, che la casa dello stesso Puccio, posta dirimpetto al campanile di S. Maria del Fiore, dovesse al medesimo effetto servirgli di due finestre, dalle quali Puccio, che di buono imberciatoia faceva professione, e Bernardino Corbinelli si confidavano di dare a tanto fatto esecuzione».
Pandolfo finì impiccato nel 1560 a una delle finestre del Bargello, mentre Astoldo, Puccio e Lorenzo de' Medici furono decapitati. Ricciardo del Milanese e Bernardino Corbinelli invece riuscirono a sfuggire alla cattura. I beni di Pandolfo e di Astoldo Cavalcanti furono sequestrati, come prevedeva la pena per i reati di lesa maestà, e consegnati al fisco ma il granduca volle che venissero restituiti alle rispettive famiglie che in tutta questa storia non c' entravano nulla. La casa di Puccio invece, una di quelle scelte per l'agguato e che si trovava in via della Morte (oggi via del Campanile), fu donata da Cosimo al Corboli per ricompensarlo del buon lavoro svolto.
Ciò nonostante il loro processo non fu mai reso pubblico perché il duca volle aver riguardo ai Farnese di cui non poté però occultare l'ingratitudine come scrisse di suo pugno a Filippo II «Sappia dunque che il Cardinale Farnese seppe tal congiura, e con essere in Firenze in quel tempo quando io aveva ricevuto, scacciato, e perseguitato da Papa Giulio, né per via diretta o indiretta me ne avvertì con fare l'amicissimo mio. Di più Vostra Maestà sappia che il Capo della congiura conferì col Duca Ottavio, al quale chiese certi archibusetti per far l'effetto, e il Duca glieli concesse, dicendo loro che non voleva esser nominato, ma che facessero l'effetto di ammazzarmi che poi non mancheria loro di ogni ajuto e favore, e Vostra Maestà noti che in quel tempo io avevo la pratica in mano di reconciliarlo con l'Imperatore, né mai staccai la pratica sin che si condusse al fine. Ma è tanta l'ingratitudine delli Uomini, che avendo l'anno avanti rilasciato il Duca Orazio suo fratello fatto prigione nel mio Stato con molte cortesie, e nel tempo stesso ricevuto il Cardinale in Firenze con tante cortesie, non ostante questo poté più l'ingratitudine, essendo vero il proverbio, che chi offende non perdona mai».
Di quella congiura rimane ancora oggi la finestra su via de' Servi dalla quale Puccio Pucci avrebbe dovuto sparare a Cosimo. Finestra che, per ordine del duca, fu fatta murare e murata è rimasta.

## La congiura di Orazio Pucci
Nel 1575, quantunque il cardinale Ferdinando fosse irritato con il granduca Francesco pure come ebbe notizia che, in passato, da Orazio Pucci e da altri signori di Firenze era stata meditata una congiura finalizzata a uccidere tutti i figli di Cosimo, ne informò il fratello affinché provvedesse alla sua sicurezza.
Orazio Pucci meditava vendetta contro i Medici per la morte violenta del padre ma la cospirazione era poi abortita. Tuttavia appena il granduca ne fu messo a conoscenza fece subito, dal solito Corboli, arrestare e decapitare Orazio e perseguire i 20 suoi supposti complici. Alcuni riuscirono a scappare, altri come Piero Ridolfi passarono per la forca. La confisca dei beni dei congiurati, come da legge polverina così chiamata dall'autore Iacopo Polverini, fruttò all'erario oltre 300.000 ducati che stavolta il granduca non restituì alle famiglie.
«La severità inesorabile del granduca e l'ingordigia dei suoi ministri fiscali commossero a sdegno tutta la città, che considerando questo complotto piuttosto una leggerezza giovanile, che un atto maturamente premeditato contro la tranquillità dello stato, avrebbe desiderato nel principe maggiore equità e moderazione. Era sensibile spettacolo agli occhi di tutti il vedere le principali famiglie della città infamate, e gl'innocenti figli dei delinquenti condannati ad una perpetua miseria. Ciò accrebbe da vantaggio la diffidenza tra il principe e i suoi sudditi e rese più odioso il governo di Francesco I».